# Bruno Giner

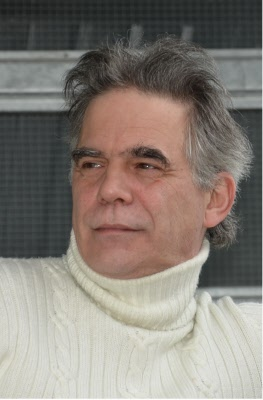
Bruno Giner

Bruno Giner (Perpignan, 13 november 1960) is een Frans componist en slagwerker.

## Levensloop
Giner studeerde muziek aan het Conservatoire Nationale de Region Toulouse in Toulouse en vervolgens in Barcelona. Tot zijn docenten behoorden onder anderen Pierre Boulez, Claude Ballif en Georges Aperghis. Na zijn terugkomst in Frankrijk studeerde hij bij Ivo Malec, Luis de Pablo en Brian Ferneyhough en werkte met hun samen als componist voor elektroakoestische werken. 
In de volgende twintig jaren werkte hij aan respectievelijk voor  het Institut de recherche et coordination acoustique/musique (IRCAM), de Groupe des Recherches Musicales (GRM), de Société Internationale de Musique Contemporaine (SIMC) (of: International Society for Contemporary Music (ISCM)) en de Société Nationale de Musique. Verder was hij uitgenodigd of te gast bij verschillende internationale muziekfestivals in Parijs, Amsterdam, Genève, Bern, Fribourg, Odessa, Vancouver, Caracas en Ljubljana. 
Als componist ontwikkelde hij een stijl in die zich traditionele met moderne elementen vermengen en energieke karakteristiek een bepaalde virtuositeit eisen. Hij ontving in 1998 de Prix Hervé Dugardin.

## Composities

### Werken voor orkest
- 2001 Concert, voor cello en kamerorkest
- 2008 Rêve de la rue Rosa Bonheur, voor jeugdorkest

### Werken voor harmonieorkest
- 1992 Akkordd, voor harmonieorkest

### Cantates
- 2002 Nous étions, cantate acousmatique profane - tekst: Clément Riot

### Muziektheater

#### Opera's
| Voltooid in | titel                  | aktes | première                                                | libretto     |
| ----------- | ---------------------- | ----- | ------------------------------------------------------- | ------------ |
| 1987        | Amélie reine de la mer |       | 26 juni 1992, Maisons-Laffitte, Conservatoire municipal | Serge Mestre |

#### Toneelmuziek
- 2003 La Chambre aux image, muziek voor een schilder, blokfluit, viola da gamba, klein slagwerk - tekst: Clément Riot naar Tristan en Isolde
- 2007 Charlie, een muzikale fabel voor stem en vijf instrumenten (klarinet, viool, cello, piano en percussie), geïnspireerd door "Matin brun" van Franck Pavloff

### Vocale muziek

#### Werken voor koor
- 1993 Pour le rire d'un enfant, voor kinderkoor

#### Liederen
- 1993 Trois esquisses sur la définition de l'aigle, voor sopraan, bariton-bas, dwarsfluit, altviool en slagwerk - tekst: Serge Pey
- 1999 Abolit bibelot, voor bariton en piano

### Kamermuziek
- 1989 Assonances, voor tenorblokfluit en gitaar
- 1990 Moments, Musique Concrète
- 1990-1995 Ten, voor klarinet, cello en piano
- 1992 Schèmes, voor dwarsfluit, klarinet, gitaar, cello en slagwerk
- 1993 Von den drei Verwandlungen, voor altfluit in G en piano
- 1994 Contours, voor viool en slagwerk
- 1994 Cinq études, voor accordeon en slagwerk
- 1994-1996 Strijkkwartet nr. 2
- 1995 Per Tre, voor accordeon, contrabas en slagwerk
- 1995 Fragments d'oublis, Musique Concrète
- 1996 Adagietto, voor altfluit in G, cello en piano
- 1996 Ptyx, voor viool en cymbalom
- 1999 Equis, voor saxofoonkwartet
- 2003 Paraphrase sur "Guernica" de Paul Dessau, voor klarinet, cello, piano en slagwerk
- 2004 TCP 17, voor gitaar, mandoline en harp
- 2005-2006 Clameurs, concertino voor 2 slagwerkers en 7 blaasinstrumenten
- 2007-2008 Extra, voor 8 celli
- 2008 Strijkkwartet nr. 3, voor strijkkwartet en slagwerk
- 2010 Ritorno, voor altblokfluit en vibrafoon
- 2011 Oxphale, voor twee violen

### Werken voor piano
- 1989 Assemblages 2, 10 etudes
- 2007-2008 Piano-trace, 6 kleine stukken voor piano
- 2010 Deux ou trois choses d'elle
- 2011 Après une lecture de... (hommage à Franz Liszt)

### Werken voor accordeon
- 1997 Fisarmónica per uno, voor accordeon

### Werken voor harp
- 1987 Distorsion, voor twee harpen

### Werken voor gitaar
- 2011 Tiempos, cyclus van vijf stukken voor 1 tot 6 gitaren

### Elektroakoestische muziek
- 1987 K voor 2 blokfluiten en magneetband
- 1999 Ptyx II, voor viool, cymbalom en magneetband

### Werken voor slagwerk
- 1995 Et in terra pax hominibus bonae voluntatis, étude de peaux nr. 1, voor kleine trom
- 1995-2000 Etudes de peaux, cyclus van 5 stukken voor membranofonen
- 1996 Images de peaux, voor vier slagwerkers
- 1997 Ton doigt sur le tambour..., étude de peaux nr. 3, voor zeven membranofonen
- 2008 Timpani's dance, voor vier pauken
- 2009 Yoshihisa in memoriam, voor marimba
- 2011 Mémoires de peaux, voor zes slagwerkers

## Publicaties
- Survivre ou mourir en musique dans les camps nazis,  Editions Berg International, 2010.
- De Weimar à Terezín, 1933-1945 : l'épuration musicale,  Editions Van de Velde, 2006.
- Rencontres avec Ivo Malec (entretiens avec Bruno Giner), in: Ivo Malec "Relief polychromes" Editions Michel de Maule-INA, 2003.
- Toute la musique?,  Éditions Autrement Junior, Paris, 2002.
- Weimar 1933 : la musique aussi brûle en exil,  Éditions Le Temps des Cerises, Paris, 2001.
- Musique contemporaine : le second XXe siècle, Éditions Durand, Paris, 1995.